# Olympische Winterspiele 1988/Teilnehmer (Dänemark)
| Gelbes Symbol für Goldmedaillen mit stilisierten Olympischen Ringen | Graues Symbol für Silbermedaillen mit stilisierten Olympischen Ringen | Braundes Symbol für Bronzemedaillen mit stilisierten Olympischen Ringen |
| ------------------------------------------------------------------- | --------------------------------------------------------------------- | ----------------------------------------------------------------------- |
| —                                                                   | —                                                                     | —                                                                       |

Dänemark nahm bei den Olympischen Winterspielen 1988 im kanadischen Calgary zum sechsten Mal und zum ersten Mal seit 1968 wieder an Olympischen Winterspielen teil. Dabei entsandte das Land einen männlichen Athleten, der im Eiskunstlauf antrat. Er konnte keine Medaille gewinnen.

## Übersicht der Teilnehmer

### Eiskunstlauf
Männer
- Lars Dresler
Einzel: 14. Platz